# Station Lipki
Station Lipki is een spoorwegstation in de Poolse plaats Lipki.